# Turning point
Turning Point var ett melodiöst hårdrockband med säte i Ockelbo, som bildades i slutet på 1980-talet och upplöstes 1996-97. Bandet hade starka irländska/skotska melodiinfuenser blandat med hårdrock.

## Medlemmar
- Tord Persson – sång
- Johan "Dino" Brodin – gitarr
- Leif Tarvainen – gitarr
- Ulf "Zeke" Petterson – trummor
- Mikael Blomberg – basgitarr

Leif Tarvainen ersattes 1994 av Fredrik Arvidsson.

## Diskografi
Bandet spelade in en video "Highlands"(Text:J.Brodin,Musik:Johan Brodin)  

### Studioalbum
River Dance på SMC Records (SMC 10141) 1994.
Låtlista
- "The Swan",Text och musik: T.Persson.
- "Thats the way its gonna be" Text:T.Persson musik:L.Tarvainen T.Persson
- "From Rome to Tokyo" Text:T.Persson Musik:T.Persson
- "Child of Rain" Text:T.Persson Musik:L.Tarvainen,T.Persson
- "Streets of Roses" Text och Musik:T.persson och H.Jonsson https://www.youtube.com/watch?v=Za2X-re2RuQ&ab_channel=Apothys
- "I will Return" Text och Musik: T.Persson
- "Let it Go" Text och Musik:T.Persson
- "Larger Than Life" Text och Musik: J.Brodin
- "Highlands" Text och Musik: J.Brodin http://se.youtube.com/watch?v=ETNy6hxsLQQ
- "Back to Amerika" Text och Musik:T.Persson

### Övrigt
Låten "Streets Of Roses" gavs även ut som CD-singel (b/w I Will Return) och blev en smärre hit i södra Sverige, särskilt på höglandet runt 
Nässjö, Eksjö och Vetlanda. Låten blev lite av en "signaturmelodi" för discona runtomkring på höglandet, på bland annat "Pigalle" discot i Nässjö. 
Turning Point var även med på "The Lizzy songs" ett tribut album (SMCCD 30201,1995) till Thin Lizzy. 
Bandet framförde Lizzy-låten "Emerald"